# Helicia nortoniana
Helicia nortoniana är en tvåhjärtbladig växtart som först beskrevs av Jacob Whitman Bailey, och fick sitt nu gällande namn av Jacob Whitman Bailey. Helicia nortoniana ingår i släktet Helicia och familjen Proteaceae. Inga underarter finns listade i Catalogue of Life.